# The Fantasist
The Fantasist è un film irlandese-britannico del 1986 diretto da Robin Hardy.
Il film è basato sul romanzo Goosefoot (1983) scritto da Patrick McGinley.